# Belgian Open 1988
Il Belgian Open 1988  è stato un torneo di tennis giocato sulla terra rossa. È stata la 2ª edizione del torneo, che fa parte della categoria Tier V nell'ambito del WTA Tour 1988. Si è giocato a Bruxelles in Belgio, dall'11 al 17 luglio 1988. Arantxa Sánchez Vicario vince il singolare femminile. In finale sconfigge Raffaella Reggi, vincendo il primo titolo della sua carriera nel circuito WTA.

## Campionesse

### Singolare
Arantxa Sánchez ha battuto in finale  Raffaella Reggi con il punteggio di 6–0, 7–5

### Doppio
Mercedes Paz /  Tine Scheuer-Larsen hanno battuto in finale  Katerina Maleeva /  Raffaella Reggi con il punteggio di 7–6, 6–1